# Trung tâm Thể thao Olympic Tô Châu
Trung tâm Thể thao Olympic Tô Châu (tiếng Trung: 苏州奥林匹克体育中心) là một khu liên hợp thể thao nằm ở Khu công nghiệp Tô Châu, Giang Tô, Trung Quốc. Khu liên hợp bao gồm sân vận động, phòng tập thể dục, trung tâm thể thao dưới nước, nhà thi đấu trong nhà và trung tâm thương mại. Sân vận động trong khu liên hợp có tên là Sân vận động Trung tâm Thể thao Olympic Tô Châu. Khu liên hợp chính thức được khánh thành vào tháng 1 năm 2019.